# Laetmogone perplexa
Laetmogone perplexa is een zeekomkommer uit de familie Laetmogonidae.
De wetenschappelijke naam van de soort werd in 1998 gepubliceerd door Thandar.